# Jugend+Sport
Jugend+Sport (J+S) ist ein Schweizer Sportförderprogramm für Kinder und Jugendliche. Zu diesem Zweck unterstützt der Bund die Organisatoren von Sportkursen und Lagern mit Beiträgen, sofern diese die rechtlichen Voraussetzungen von J+S erfüllen. Der Bund trägt die Programmverantwortung und arbeitet im Rahmen des Vollzugs mit den Kantonen zusammen. J+S bietet Sportkurse und Lager für Kinder und Jugendliche in rund 85 Sportarten an. Jährlich finden 34,8 Mio. Teilnehmerstunden und 0,7 Mio. Lagertage für Kindern und Jugendlichen statt (Stand 2021).

## Geschichte
J+S ist die Nachfolgeorganisation des Militärischen Vorunterrichts. Der Aufbau begann 1971, nach der Genehmigung des Verfassungsartikels über Turnen und Sport durch das Schweizervolk. Waren die Angebote des Vorunterrichts auf ab 16-jährige jugendliche Männer zur körperlichen Ertüchtigung und Vorbereitung auf den Militärdienst zugeschnitten, durften bei J+S Jungen und Mädchen ab 14 Jahren teilnehmen. Das Mindestalter wurde in mehreren Stufen bis auf 10 Jahre herabgesetzt. Im Zusammenhang mit zunehmendem Übergewicht von Kindern wurden die Leistungen 2009 auch auf Vorschulkinder ab 5 Jahren ausgedehnt: mit dem Programm J+S-Kids (heute J+S-Kindersport). So können heute die meisten Schweizer Schulen und Vereine die J+S-Leistungen nutzen. Der Bund unterstützt sportliche Tätigkeiten durch J+S-Angebote in rund 85 Sportarten mit einem Aufwand von über 114 Mio. Franken. Die Geschäftsführung liegt beim Bundesamt für Sport.

## Ziele von J+S
Jugend und Sport verfolgt folgende Ziele:
J+S
- gestaltet und fördert kinder- und jugendgerechten Sport und berücksichtigt dabei die Grundsätze der Fairness und der Sicherheit.
- ermöglicht Kindern und Jugendlichen, Sport ganzheitlich zu erleben und mitzugestalten, und fördert ihre Einbettung in eine Sportgemeinschaft.
- unterstützt unter pädagogischen, sozialen und gesundheitlichen Gesichtspunkten die Entwicklung und Entfaltung junger Menschen.
- bereitet Sportleiter mit einer spezifischen Ausbildung auf ihre Aufgaben als J+S-Kader vor, bildet sie bedürfnisgerecht weiter und begleitet sie in der Ausübung ihrer J+S-Kaderfunktion.

Altersgerechter Sport trägt zur Entwicklung von Kindern und Jugendlichen bei und bildet die Basis für lebenslanges Sporttreiben. Für J+S ist es zentral, dass Kinder und Jugendliche Freude an Sport und Bewegung entwickeln und schrittweise auf allen Stufen Mitverantwortung übernehmen können. Die ideale Entwicklung führt vom aktiven Kind resp. Jugendlichen zur engagierten J+S-Leiterperson und von der erfahrenen J+S-Leiterperson zum unterstützenden J+S-Coach oder zur J+S-Expertin, welche selber angehende Leitende aus- und weiterbildet.
Das Bundesamt für Sport (BASPO) kann zum Zweck der sozialen Integration, der Geschlechtergleichstellung, der Gesundheitsförderung oder der Promotion von J+S
Massnahmen zur verstärkten Förderung von einzelnen J+S-Sportarten oder von J+S insgesamt bei bestimmten Gruppen von Kindern und Jugendlichen treffen.

## Leiterausbildung
Die Aus- und Weiterbildung von J+S-Leiterpersonen ist ein zentrales Programmziel, an dessen Umsetzung die nationalen Sportverbände mitwirken. Das Bundesamt für Sport BASPO legt für jede J+S-Sportart die Ausbildungsstrukturen fest, konzipiert die didaktischen Grundlagen und formuliert Grundsätze in den Bereichen Sicherheit, Prävention und Integration. In diesem Zusammenhang entwickelt das BASPO die erforderlichen Lehr- und Lernmittel. Auf diese Weise wird eine qualitativ hochstehende, harmonisierte Aus- und Weiterbildung sichergestellt. Jedes Jahr besuchen über 75‘000 Leiter sowie rund 3‘500 Experten die Ausbildungskurse und Weiterbildungsmodule in J+S.
Leiter haben bis zum 30. Lebensjahr gesetzlichen Anspruch auf bis zu einer Arbeitswoche unbezahlten Urlaub für „unentgeltliche leitende, betreuende oder beratende Tätigkeit im Rahmen ausserschulischer Jugendarbeit“ (Obligationenrecht Schweiz). Dieser Jugendurlaub gilt auch für Jugendarbeit ausserhalb J+S.

## Zahlen
|                                           | 2004    | 2015                    | 2018           | 2019           | 2021      |
| ----------------------------------------- | ------- | ----------------------- | -------------- | -------------- | --------- |
| Sportarten und Disziplinen                | 75      | 70                      |                |                | 85        |
| Kurse und -Lager                          | 47'700  | 70'000                  | 81'285         | 81'937         | >80'000   |
| Lagertage                                 |         |                         |                |                | 0,7 Mio.  |
| Teilnehmende Kinder Jugendliche           | 590'000 | 575'000 189'000 386'000 | 637'029        | 642'559        |           |
| Teilnehmerstunden                         |         |                         |                |                | 34,8 Mio. |
| Leiter, aktiv Leiter, anerkannt           | 105'500 | 70'000                  | 80'881 117'494 | 82'841 119'482 | >80'000   |
| Coaches, aktiv Coaches, anerkannt         |         | 9'000                   | 9'459 14'277   | 9'523 14'639   | >9'000    |
| Experten, aktiv Experten, anerkannt       |         | 3'000                   | 3'402 5'009    | 3'487 4'980    | 3'000     |
| Ausbildungskurse und Weiterbildungsmodule |         | 3'500                   |                |                | 3'500     |
| Teilnahmen an Leiterkursen                |         |                         | 76'827         | 79'378         |           |